# Атомноводневе зварювання
Атомноводне́ве зва́рювання — дугове зварювання, під час якого дуга горить в атмосфері водню між двома неплавкими вольфрамовими електродами. Під дією високої температури відбувається дисоціація молекул водню. При подальшій рекомбінації атомарного водню в двохатомний вивільняється енергія дисоціації як додаткова теплота, що прискорює процес зварювання. Захист зони зварювання воднем забезпечує високу якість шва майже для всіх металів (окрім міді та його сплавів). Зазор між зварними кромками заповнюється присадковим металом.
Атомноводневе зварювання застосовується для утворення герметичних і високоміцних швів.